# Groot Desseyn
O Groot Desseyn ("Grande Projeto") foi um plano elaborado em 1623 pela Companhia Holandesa das Índias Ocidentais que tinha como objetivo quebrar o poder da Espanha na região do oceano Atlântico. O plano foi posto em prática no mês de dezembro do mesmo ano. No contexto da União Ibérica, o Groot Desseyn resultou na conquista de territórios espanhóis como Aruba, Bonaire e Curaçao,também na ocupação holandesa de territórios portugueses sob controle espanhol, como a Angola, Suriname, Leste da Guiana e o Nordeste brasileiro (Nova Holanda).